# The Bruised Romantic Glee Club
The Bruised Romantic Glee Club is het zesde album van de Britse progressieve-rockmusicus Jakko M. Jakszyk.

## Beschrijving
Deze dubbel-cd combineert nieuwe nummers van Jakszyk (Now) en een aantal covers van oudere nummers (Then). De covers zijn van de groepen en musici die in Jakszyks muzikale ontwikkeling een belangrijke rol hebben gespeeld, zoals Henry Cow, King Crimson en Soft Machine.
De nummers van The Bruised Romantic Glee Club zijn een muzikale voortzetting van The Road to Ballina, de teksten zijn uitermate persoonlijk en autobiografisch, net als op Jakszyks vorige cd.
Pictures of an Indian City is een door Peter Sinfield herschreven King Crimson-nummer.

## Tracklist

### Cd 1: Now
1. The Bruised Romantic Glee Club
2. Variations on a Theme by Holst
3. Catley's Ashes
4. When Peggy Came Home
5. Highgate Hill
6. Forgiving
7. No One Left to Lie To
8. The Things We Throw Away
9. Doxy, Dali and Duchamp
10. Srebrenica
11. When We Go Home

### Cd 2: Then
1. As Long As He Lies Perfectly Still
2. That Still and Perfect Summer
3. Astral Projection in Pinner
4. Pictures of an Indian City
5. Nirvana for Mice
6. Islands
7. The Citizen King
8. Soon After

## Bezetting
- Jakko M. Jakszyk: zang en gitaar

Gasten onder meer:
- Gavin Harrison (Porcupine Tree)
- Danny Thompson (Pentangle, John Martyn (muzikant)), bas
- Mel Collins (King Crimson, Roger Waters), saxofoon
- Mark King (Level 42), basgitaar
- Dave Stewart (Hatfield and the North, Bruford), keyboard
- Ian Wallace (King Crimson, Bob Dylan), drums
- Hugh Hopper (Soft Machine), bas
- Clive Brooks (Egg), drums
- Robert Fripp (King Crimson), gitaar